# Brion (Maine i Loara)
Brion – miejscowość i dawna gmina we Francji, w regionie Kraj Loary, w departamencie Maine i Loara. W 2013 roku jej populacja wynosiła 1212 mieszkańców. 
W dniu 1 stycznia 2016 roku z połączenia trzech ówczesnych gmin – Brion, Fontaine-Guérin oraz Saint-Georges-du-Bois – utworzono nową gminę Les Bois d’Anjou. Siedzibą gminy została miejscowość Fontaine-Guérin. 